# Diana (Saint-Gaudens)
Diana, también conocida como Diana de la Torre, es una estatua icónica del escultor Augustus Saint-Gaudens, que representa a la diosa Diana. Estuvo en lo alto de la torre inspirada en la Giralda del segundo Madison Square Garden de Nueva York, Estados Unidos, desde 1893 hasta 1925. Desde 1932, ha estado en la colección del Museo de Arte de Filadelfia.

## Primera versión (1891–1894)
Diana fue encargada por el arquitecto Stanford White como veleta para la torre del Madison Square Garden, un complejo de teatros y restaurantes en la esquina entre la calle 26 y la avenida Madison en Manhattan. Convenció a su amigo Saint-Gaudens para que lo creara sin cargo y se hizo cargo del costo de los materiales. La modelo Julia "Dudie" Baird posó para el cuerpo de la estatua. Su rostro es el de Davida Johnson Clark, modelo desde hace mucho tiempo de Saint-Gaudens y madre de su hijo ilegítimo Louis.
La primera versión, construida por la W. H. Mullins Manufacturing Company en Salem, Ohio – medía 5,5 m de alto y pesaba 820 kg. El diseño de Saint-Gaudens especificó que la figura debía equilibrarse delicadamente sobre la punta del pie izquierdo sobre una bola. Sin embargo, el taller de metal de Ohio no pudo pasar la varilla giratoria a través del dedo del pie, por lo que el diseño se modificó y la figura, en cambio, se colocó sobre su talón.
Diana fue desvelada en la cima de la torre del Madison Square Garden el 29 de septiembre de 1891. El edificio de 92,66 m había sido completado un año antes y era el segundo más alto de la ciudad de Nueva York. Pero con la adición de la estatua se convirtió en el más alto por 3,96 metros.
El ondeante fular de cobre de la figura era para que la figura girase con el viento, pero la estatua no giraba suavemente debido a su peso. La desnudez de Diana ofendió al cruzado moral Anthony Comstock y su Sociedad de Nueva York para la Supresión del Vicio. Para aplacar a Comstock y aumentar la probabilidad de que girase con el viento, Saint-Gaudens cubrió a la figura con una tela, pero la tela voló.
Poco después de la instalación, tanto White como Saint-Gaudens concluyeron que la figura era demasiado grande para el edificio y decidieron crear un reemplazo más pequeño y liviano. Después de menos de un año en la cima de la torre, la estatua fue removida y enviada a Chicago para ser exhibida en la Exposición Mundial Colombina de 1893. El neoyorquino W. T. Henderson le escribió un homenaje poético irónico, «Diana bajada de la Torre» («Diana Off the Tower»), un juego de palabras con el nombre Diana de la Torre (Diana of the Tower) y la situación de la estatua.
Saint-Gaudens se desempeñó como jefe del comité de escultura de la Exposición Mundial Colombina de Chicago. Su plan inicial había sido colocar a "Diana" en lo alto del Pabellón de las Mujeres, pero la Unión Cristiana de Templanza de Mujeres de la ciudad protestó e insistió en que se vistiera a la controvertida figura desnuda. En vez de en este lugar, se colocó encima del Edificio Agrícola.
Esta escultura de Diana ya no existe. En junio de 1894, ocho meses después del cierre de la exposición, un gran incendio arrasó sus edificios. La mitad inferior de la estatua fue destruida; la mitad superior sobrevivió al incendio, pero luego se perdió o se descartó.

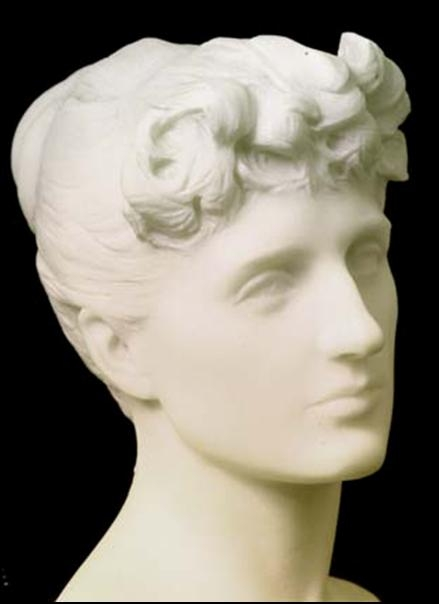
Busto de Davida Johnson Clark (1886) por Saint-Gaudens.
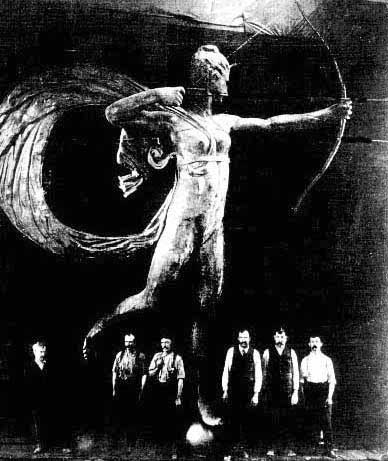
Primera versión de Diana en la fundición de la W. H. Mullins Manufacturing Company, Salem, Ohio, 1891.
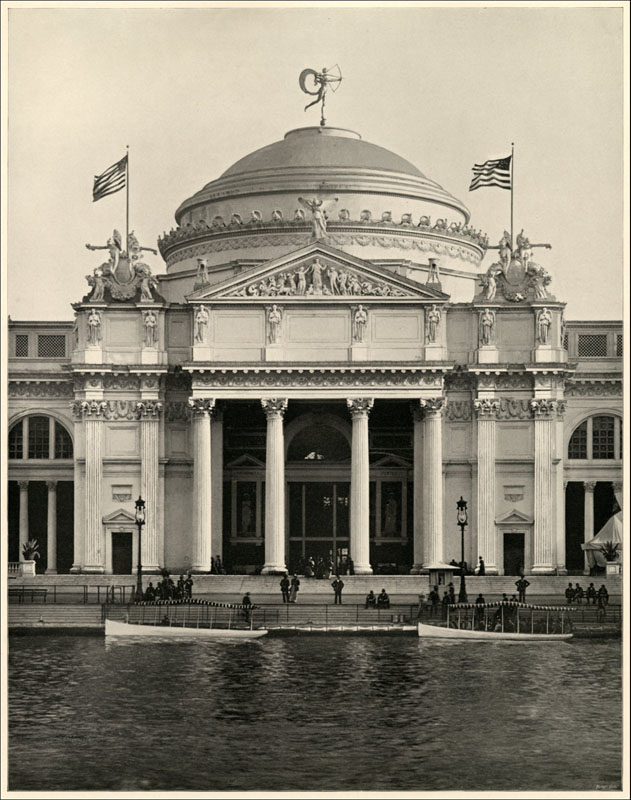
En la parte superior del Edificio Agrícola de la Exposición Mundial Colombina, Chicago, 1893.

## Segunda versión (1893-presente)
Diana fue completamente rediseñada por Saint-Gaudens, con una pose más elegante, una figura más delgada, senos más pequeños y un ángulo más elegante de la pierna. Para adaptarse mejor a las proporciones de la torre del Madison Square Garden, la altura de la estatua se redujo a 14,5 pies (4,4 m).
La segunda versión estaba hecha de cobre ahuecado y pesaba 318 kg, más del 60% menos que la primera versión, lo suficientemente liviana para girar con el viento. Como Saint-Gaudens imaginó originalmente, la figura estaba equilibrada sobre su dedo del pie izquierdo sobre una pelota. La estatua fue izada a lo alto de la torre el 18 de noviembre de 1893.
Durante el día, la figura dorada reflejaba el sol y se podía ver desde toda la ciudad y tan lejos como Nueva Jersey. Las luces eléctricas, entonces una novedad, la iluminaban por la noche; fue la primera estatua de la historia que se iluminó con electricidad.
En 1925 se programó la demolición del segundo Madison Square Garden para dar paso a la construcción del Edificio Life de Nueva York. Antes de la demolición del edificio, Diana fue removida y almacenada. La intención era que la estatua permaneciera en la ciudad de Nueva York, sin embargo, una búsqueda de siete años para encontrar un lugar para exhibirla resultó inútil. En 1932, New York Life Insurance Company presentó a Diana al Museo de Arte de Filadelfia como regalo. Permanece expuesta en el balcón del Gran Salón de la Escalera del museo.

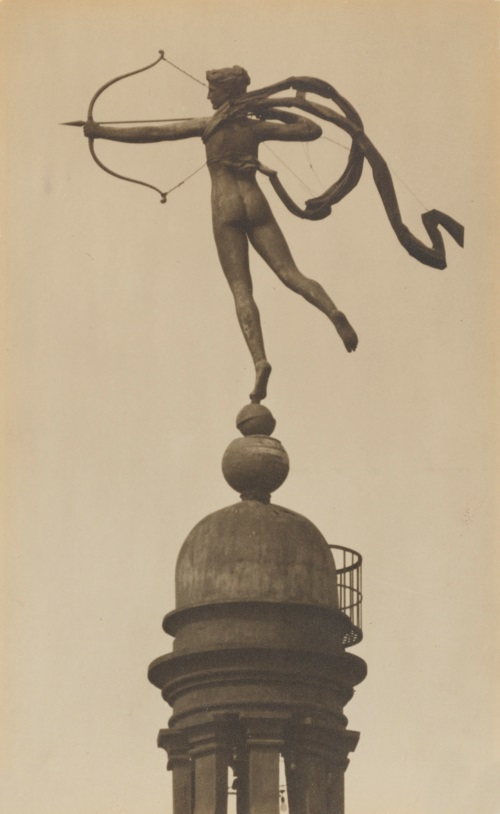
Diana sobre la Giralda de Nueva York, con su fular de cobre, hacia el 1900
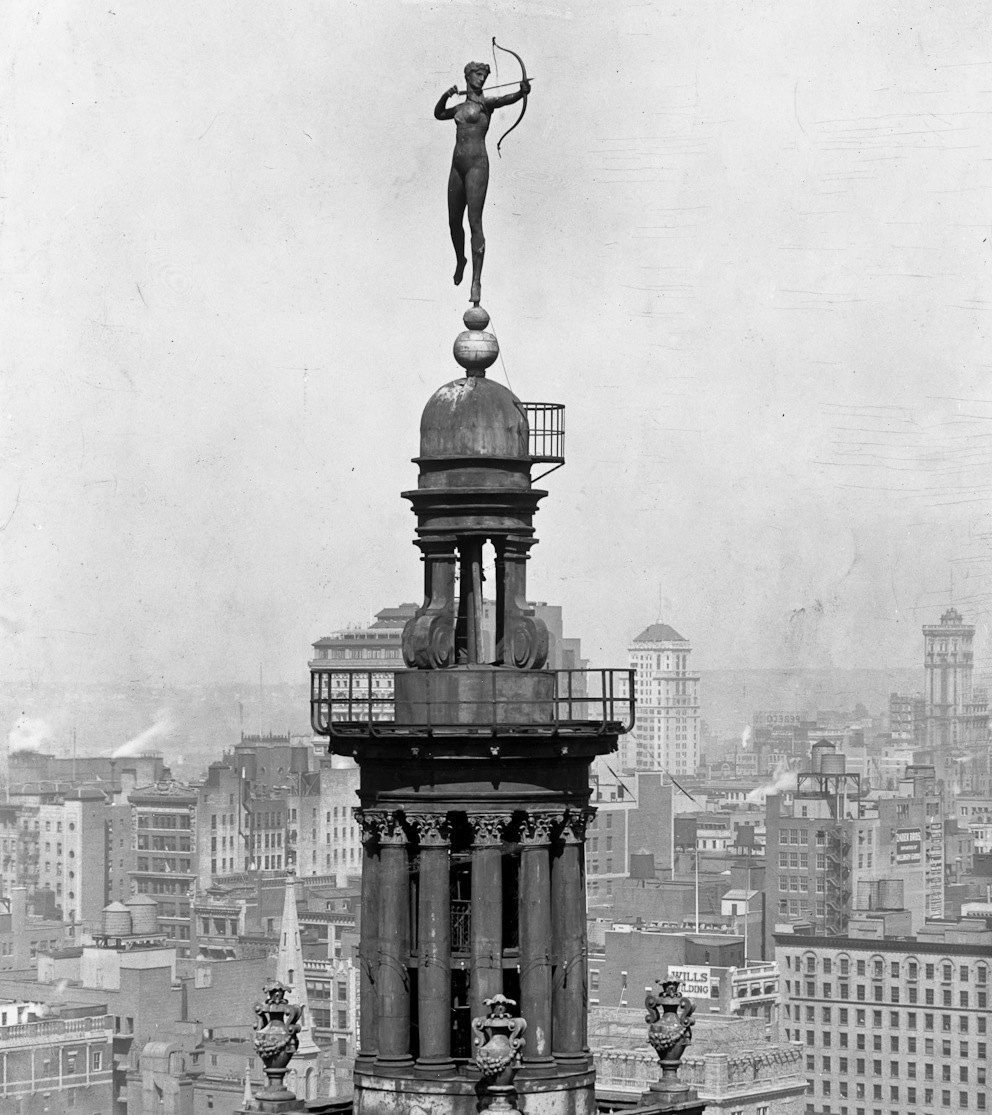
Diana sobre la Giralda de Nueva York, sin fular, hacia 1905

### Restauración

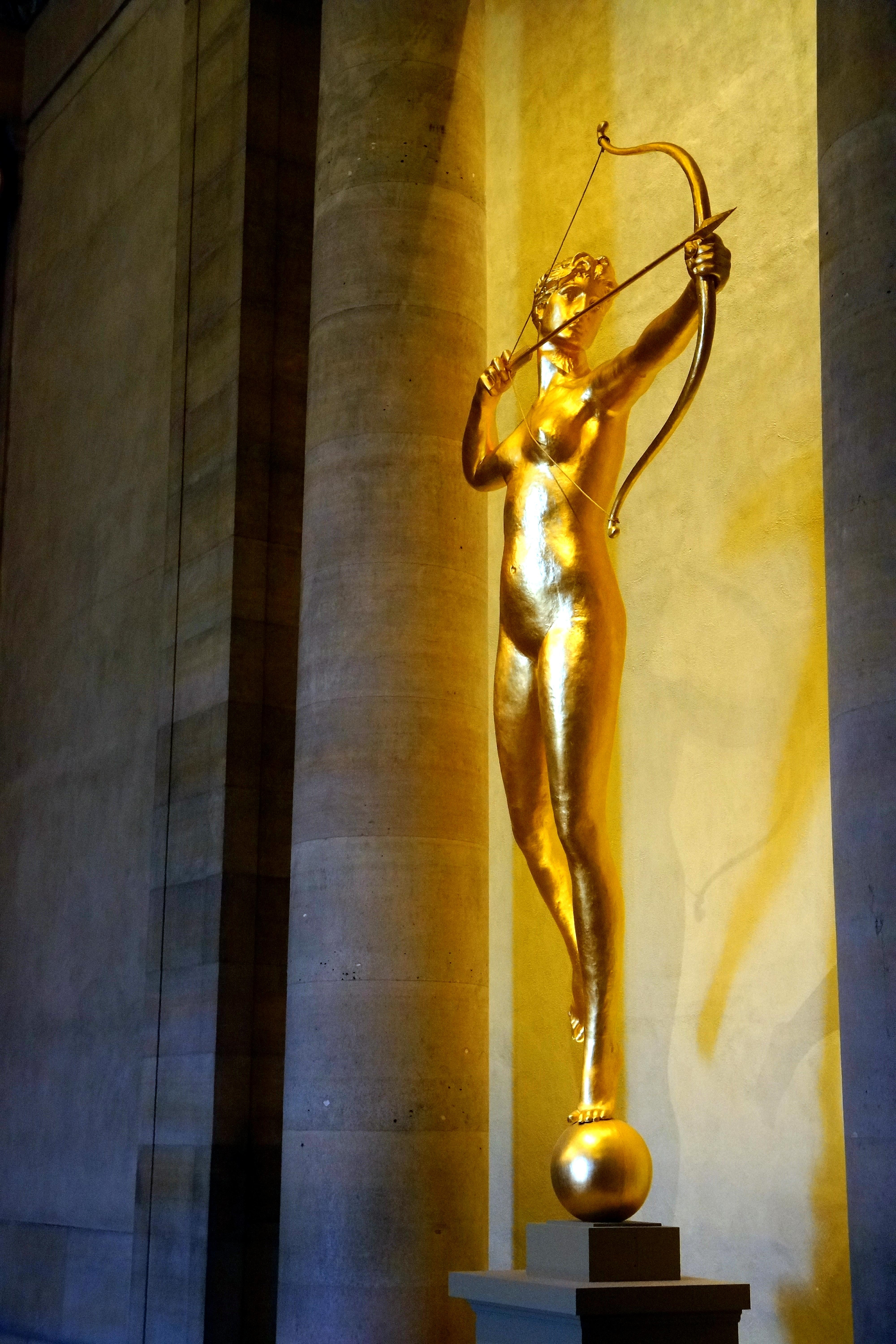
Segunda versión de Diana en el Museo de Arte de Filadelfia.

Cuando Diana fue retirada del Madison Square Garden en 1925, gran parte de su exterior dorado había desaparecido, habiéndose erosionado durante tres décadas de exposición a los elementos. El Museo de Arte de Filadelfia limpió y reparó la estatua en 1932, pero el dorado no fue reemplazado.
En 2013, se construyeron andamios alrededor de la estatua en el Great Stair Hall del museo para una restauración de un año. Los conservadores limpiaron cuidadosamente su superficie de cobre con productos químicos y vapor, eliminando casi un siglo de suciedad y mugre. Se tomaron muestras de los pequeños parches de pan de oro que quedaban en la estatua en un esfuerzo por igualar el quilate, el peso y el color con su reemplazo. Luego, la superficie de la estatua fue reparada y redorada con 180 pies cuadrados de pan de oro. Debido a que se sabía por fuentes contemporáneas que a Saint-Gaudens no le gustaba el aspecto del oro brillante a la altura de los ojos, los conservadores pusieron más mate el dorado para reducir el deslumbramiento y los diseñadores de iluminación del museo ajustaron las luces que la iluminaban en el interior.
La estatua restaurada fue reinaugada el 14 de julio de 2014.

### En la cultura popular
En la popular novela «Ragtime» de 1975, el autor E. L. Doctorow sugiere en una línea que la corista Evelyn Nesbitt había posado para la segunda versión de la estatua de Diana. Habiendo crecido en la pobreza en las calles de una ciudad carbonífera de Pensilvania, Nesbitt se había convertido en "la estatua de Gaudens que Stanny White había puesto en lo alto de la torre del Madison Square Garden, una Diana gloriosa desnuda de bronce, con el arco tensado, en los cielos".
La versión cinematográfica de 1981 de «Ragtime» amplió este incidente como la causa de un gran conflicto entre Stanford White y el millonario esposo de Nesbitt, Harry K. Thaw. En la película, Thaw exige que bajen la estatua de la parte superior del jardín, ya que es una vergüenza para él. Se ve al personaje mirando enojado a la estatua antes de dispararle a White hasta matarlo en el Rooftop Theatre en el Madison Square Garden el 25 de junio de 1906.
Ambas situaciones son completamente ficticias. La segunda versión de Diana se colocó sobre la torre en 1893, cuando Nesbitt tenía solo nueve años, y ocho años antes de que le presentaran a White.

## Otras versiones

### Estatuas de la mitad de su tamaño

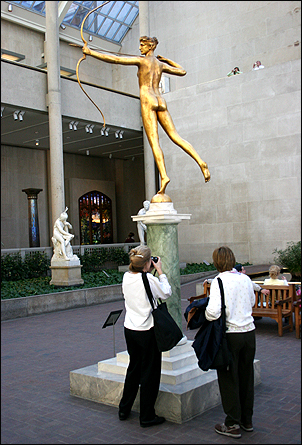
Diana (1928). Museo Metropolitano de Arte de Nueva York.

Stanford White estaba tan satisfecho con la segunda versión de 1893 que le pidió a Saint-Gaudens que creara una copia de la mitad de su tamaño en cemento. Esta fue instalado en 1894 en el jardín de la finca de White en Long Island, Box Hill, donde estuvo durante muchos años. Para la copia de la mitad de tamaño, Saint-Gaudens colocó la figura en una media bola. La estatua de cemento de White se utilizó más tarde para producir dos modelos de bronce en 1928 y seis modelos de bronce en 1987. La estatua de cemento está actualmente en la colección del Museo de Arte Americano Amon Carter.
- Sitio Histórico Nacional Saint-Gaudens, yeso. Modelo de 1894 de Saint-Gauden.
- Museo de Arte Americano Amon Carter, cemento. Copia de 1894 de Stanford White.
- De 1928:
  - Museo Metropolitano de Arte de Nueva York, bronce dorado.
  - Bass Hall, Fort Worth, Texas, bronce.
- De 1987:
  - Madison Square Garden, Nueva York, bronce.
  - Jardines Brookgreen, Carolina del Sur, bronce.[19]
  - Museo de Arte de la Universidad de Princeton, bronce.[20]
  - Colección privada, Saint-James, Estado de Nueva York, bronce.
  - Colección privada, Chicago, Illinois, bronce.
  - Colección privada, Santa Fe, Nuevo México, bronce.

### Estatuillas
El Museo Smithsoniano de Arte Americano posee una estatuilla de bronce de la primera versión de Diana de Saint-Gaudens.
Aprovechando la popularidad de la segunda versión, Saint-Gaudens modeló estatuillas en dos tamaños: 78 cm, con la figura sobre media bola, y de 53 cm, con la figura sobre una bola. Estas fueron fundidas en bronce a partir de 1899 y varían en la configuración de arco, flecha, cuerda, pelo y base.
- Galería Nacional de Arte, Washington D. C., bronce.[23]
- Museo Metropolitano de Arte, Nueva York, bronce.
- Museo de Arte de Indianápolis, bronce.[24][25]
- Museo de Arte de Cleveland, bronce.[26]
- Museo de Arte del Williams College, bronce.
- Sitio Histórico Nacional Saint-Gaudens, bronce.
- Sociedad Histórica de Nueva York, bronce.
- Museo Brooklyn, bronce.[27]
- Museo de Bellas Artes de Virginia, bronce.[28]
- Otros museos y colecciones privadas.

### Bustos y cabezas
En 1908, la viuda del escultor autorizó una fundición póstuma de nueve bustos basados en la estatuilla de 78 cm de Saint-Gaudens. Un busto de yeso de 18,7 cm está en el Sitio Histórico Nacional Saint-Gaudens. Los bustos de bronce están en el Museo de Arte Carnegie, y en colecciones privadas.
Moldes de la cabeza de "Diana" se encuentran en el Sitio Histórico Nacional de Saint-Gaudens, en la Universidad de Harvard y en otros lugares.

### En Sevilla

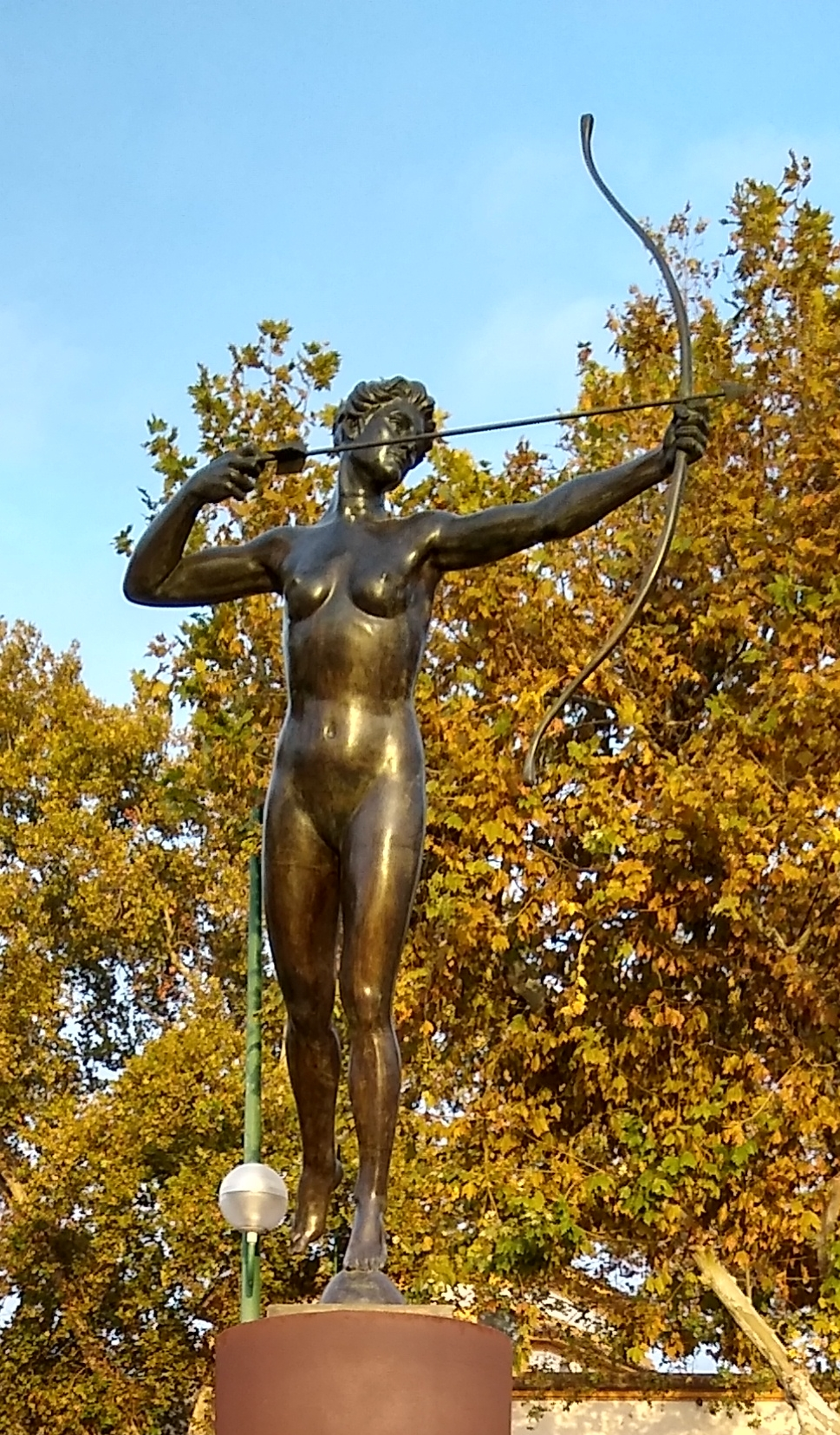
Réplica de la Diana de Saint-Gaudens en el Muelle de Nueva York.

Diana estaba en lo alto de una torre que era una réplica de la Giralda de Sevilla. En conmemoración, el escultor Ricardo Suárez realizó una réplica de la Diana que se colocó en el Muelle de Nueva York de la ciudad de Sevilla el 12 de octubre de 2019.